# Abbenser Windmühle
Die Abbenser Windmühle oder Holländerwindmühle Abbensen ist eine denkmalgeschützte Mühlenruine in Abbensen, einem Gemeindeteil der Wedemark in der Region Hannover in Niedersachsen.

## Geschichte
Bei Abbensen wurde 1557 eine erste Bockwindmühle auf einer kleinen Anhöhe zwischen dem Dorf und der Obermühle, einer der beiden Wassermühlen am Jürsenbach, errichtet. Der Müller betrieb abwechselnd beide Mühlen. 1678 musste er dafür einen Reichstaler und vier Schillinge als Mühlenzins an die Amtsvogtei Bissendorf zahlen. Vermutlich genügte das Staurecht der Wassermühle nur im Winterhalbjahr. Nach 1718 und „lange vor 1769“ wurde der Betrieb der alten Wassermühle ganz aufgegeben. 1780 brannten deren Gebäude nach einem Blitzschlag ab. Die Straße Obermühle verbindet das Grundstück der einstigen Wassermühle und die Abbenser Windmühle.
Die Windmühle brannte 1769 ab und wurde durch eine neue Bockwindmühle an gleicher Stelle ersetzt. Diese brannte um 1820 ab.
Als Ersatz wurde ein Erdholländer errichtet. Zum Bau wurden noch zu gebrauchende Teile der abgebrannten oder einer anderen Bockwindmühle verwendet. Die geschnitzte Zahl „1822“ im Innern der Mühle deutet auf das Baujahr hin.
Als 1925 eine größere Reparatur der Mühle nötig war und zudem der Müllergeselle tödlich verunglückte, stellte die Müllerfamilie den Betrieb ein und konzentrierte sich auf die bislang nebenher betriebene Landwirtschaft.
Die Mühle verfiel, bereits 1968 wurde sie als „Reste, die bald vollends verfallen“ beschrieben. 1987 wurde die Mühle als Einzelbaudenkmal in das Verzeichnis der Kulturdenkmale aufgenommen. 2011 genehmigte die Gemeinde Wedemark als zuständige Untere Denkmalbehörde den Abbau der Windmühle. Ihr Erhalt sei wegen ihres baulichen Zustands wirtschaftlich nicht zumutbar.
Mühlenexperten schlugen 2014 vor, das Gebäude abzutragen und die Bauteile für einen damals auf 350.000 € veranschlagten späteren Wiederaufbau einzulagern. Dazu bemühten sie sich um die Gründung eines Fördervereins mit interessierten Bürgern, zu der es schließlich doch nicht kam. Bei einem Wiederaufbau der Mühle an anderer Stelle wäre das Erhalten staatlicher Fördermitteln erschwert und der Denkmalstatus gefährdet gewesen. 2014/15 wurden in die zusehends verfallende Mühle provisorisch Stützen eingezogen. Zuvor hatten lediglich zwei günstig stehende stabile Schränke den Zusammenbruch des Gebäudes verhindert.
2017 wurde angeordnet, die Mühle noch vor dem Winter rückzubauen, noch verwertbare Teile der historischen Konstruktion fachgerecht zu bergen und einzulagern, um damit einmal eine andere Mühle aufbauen zu können. Die Abbenser Mühle war 2015 im Internet für 60.000 € zum Kauf angeboten worden.
Im Jahr 2018 wurde die Abbruchverfügung ausgesetzt, nachdem sich der neue Eigentümer entschlossen hatte, die Mühle baulich zu sichern. Ihm wurde 2018 mit der denkmalrechtlichen Genehmigung eine lange Liste von zum denkmalwürdigen Erhalt der Mühle geforderten Maßnahmen erteilt.
Die Mühlenkappe wurde mit Bitumenschindeln regendicht gemacht. Die Holzständer im Mühleninnern wurden überarbeitet, und das Mauerwerk des Sockels sollte bearbeitet werden. Zwei der Mühlenflügel waren längst abgängig. Bis zum Herbst 2022 war die Mühlenkappe wieder hergestellt. Die Seitenwände waren noch behelfsmäßig abgedichtet.

## Beschreibung
Die Abbenser Holländermühle steht auf einem eingeschossigen Sockel aus roten Ziegeln. Das achteckige Holzgebäude hat leicht konkav ansteigende Außenwände. Ein Balken im Inneren trug die Zahl 1822. Einige unterschiedlich und auch doppelt nummerierte Bauteile deuten darauf hin, dass die Mühle aus gebrauchten Teilen anderer Mühlen zusammengebaut wurde. Zahlreiche Holzteile mit Rußspuren stammen vermutlich von der Vorgängermühle.
Die Mühle hatte je einen Mahlgang für Roggen und Weizen, zwei Sechskantsichter und einen Schälgang mit nachgeschalteter Siebmaschine. Zur Windrichtungsnachführung diente ein Steert.
Die aus Eichenholz gefertigten Flügelwelle und das Kammrad waren 2015 noch gut erhalten. Der aus Nadelholz gebaute Mittelteil der Mühle war von dem durch die schadhafte Kappe eindringenden Regenwasser morsch geworden und kaum noch tragfähig. Die Königswelle und die Antriebe der Mahlgänge wurden schon vor vielen Jahren ausgebaut und verkauft. Die schweren Mühlsteine sind in der Mühle verblieben.

## Trivia
Der seine Umgebung um etwa zehn Meter überragende und damals baumlose Mühlenhügel bei Abbensen diente ab Mitte des 19. Jahrhunderts bei Manövern den Truppen des nahegelegenen Truppenübungsplatzes wiederholt als Feldherrenhügel. Der bei Manövern der hannoverschen Truppen anwesende fast blinde König Georg V. soll sich mit den Müllersleuten ausgezeichnet verstanden haben. Bis zum Ersten Weltkrieg folgten jedes Jahr Kaisermanöver.
Der Journalist und Schriftsteller Hermann Löns kam um das Jahr 1900 gelegentlich mit dem Fahrrad zur Mühle in Abbensen. Er hatte die absonderliche Idee, sich kopfüber an einen der Mühlenflügel binden zu lassen, um nach einer halben Drehung bis zum Deister und zum Steinhuder Meer zu sehen. Der Müller lehnte die Mithilfe ab. Es ist nicht bekannt, ob es Löns gelang, einen der Müllergesellen zu überreden.